# Carl Mosler

Carl Mosler

Carl Friedrich August Theodor Mosler (* 15. Januar 1869 in Greifswald; † 30. Mai 1905 in Karlsbad, Königreich Böhmen) war ein deutscher Verwaltungsjurist im Königreich Preußen.

## Leben
Mosler begann mit dem Studium der Rechtswissenschaften an der Königlichen Universität Greifswald und wurde 1888 im Corps Pomerania Greifswald aktiv. 1889 recipiert, bewährte er sich als Subsenior und Senior. Zum Wintersemester 1889/90 wechselte er an die Georg-August-Universität Göttingen. Am 14. Oktober 1889 wurde er auch im Corps Saxonia Göttingen recipiert. Mit ihm aktiv war Ernst Arthur Voretzsch. Mosler zeichnete sich als Consenior aus und wurde Ostern 1890 inaktiviert. 1892 wurde er in Greifswald zum Dr. iur. promoviert. Anschließend war er eine Zeitlang aktiver Offizier beim 1. Pommerschen Feldartillerie-Regiment Nr. 2. Nach dem Vorbereitungsdienst und der Assessorprüfung trat er 1898 in Preußens innere Verwaltung ein. Als Regierungsassessor kam er an die Landratsämter des Kreises Stolp und des Kreises Wittmund sowie zur Regierung in Oppeln. Er wurde 1904 kommissarisch und am 26. Mai 1905 endgültig zum Landrat des Kreises Schildberg in der Provinz Posen ernannt. Fünf Tage später starb er mit 36 Jahren nach der Operation einer wohl  perforierten Appendizitis. Er hinterließ seine Frau Else geb. Becker. Sein Bruder Wilhelm Mosler (1873–1945) war Generalstaatsanwalt in Stettin.